# لا ضريبة بدون تمثيل

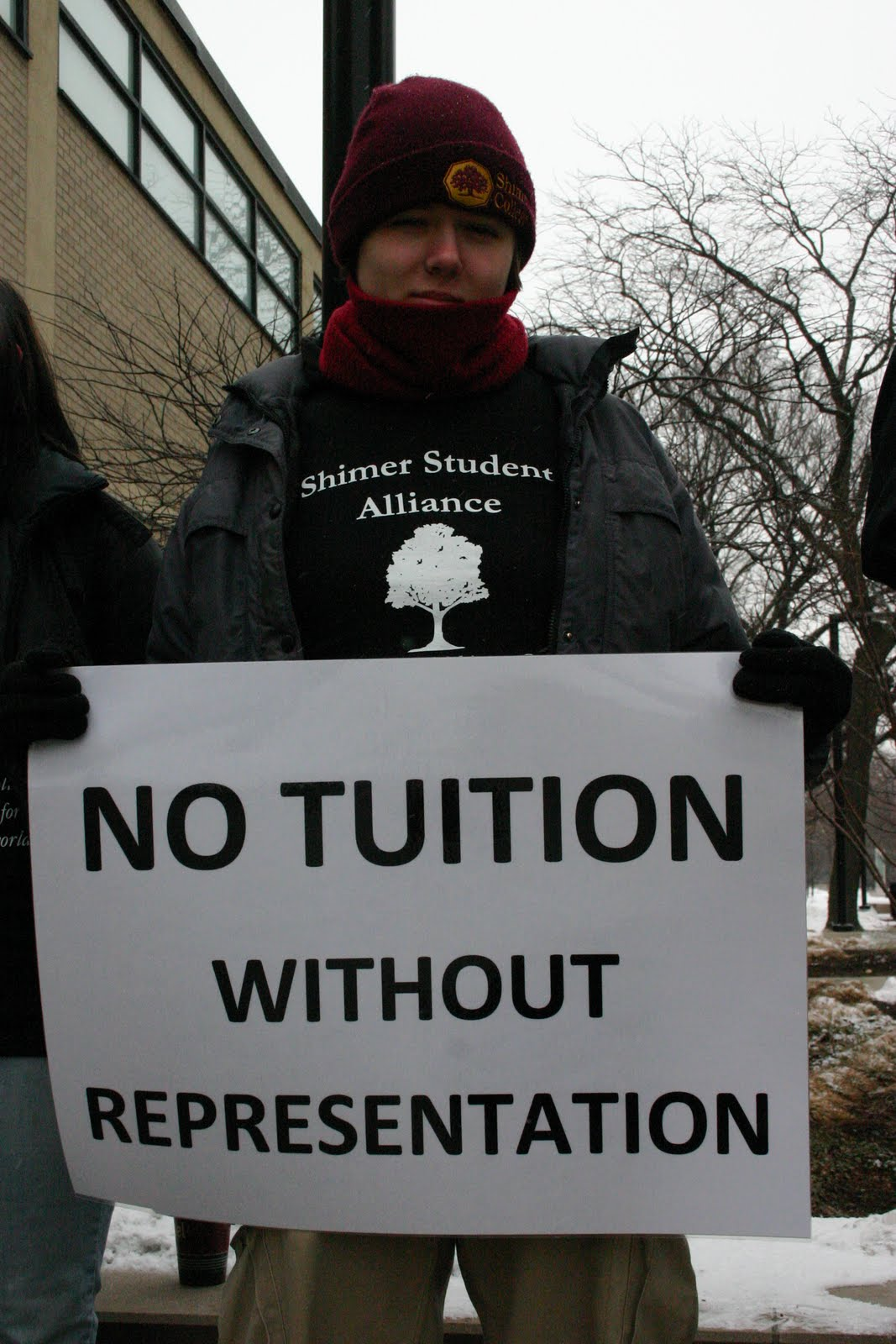

لا ضريبة بدون تمثيل (بالإنجليزية: No taxation without representation) كان شعارا ومبدأ رفعه مناصرو الانفصال في الولايات المتحدة الأمريكية أيام حرب الاستقلال الأمريكية عن لندن. حيث كانوا يرون أنه من المجحف أن يدفعوا ضرائب للندن دون أن يكون لهم تمثيل برلماني في البرلمان البريطاني. وقد كانوا يرون أن دفعهم للضريبة يشكل خرقًا للماغنا كارتا.